# Kompleks Sportowy „Siemion”
Kompleks Sportowy „Siemion” – stadion hokeja na trawie w Siemianowicach Śląskich, otwarty w 2004 r., mogący pomieścić 990 widzów (istnieje możliwość dostawienia dodatkowych, tymczasowych sektorów), przystosowany do organizacji imprez rangi ogólnopolskiej i międzynarodowej (w tym mistrzostw Europy). Domowy obiekt Siemianowiczanki Siemianowice Śląskie. Najnowocześniejszy stadion do hokeja na trawie w Polsce. Rozegrano na nim m.in. mistrzostwa Europy kobiet do lat 18. (2005 r.), mistrzostwa Europy Dywizji B do lat 16. (2008 r.) oraz mistrzostwa Europy do lat 21. (2010 r.).
Pomysł budowy stadionu pojawił się w 2001 r., zyskując poparcie Polskiego Związku Hokeja na Trawie oraz dofinansowanie rządową dotację na jego budowę. Wiosną 2003 r. zaprezentowano projekt obiektu, w lipcu 2003 r. ogłoszono przetarg na budowę, a rozpoczęcie prac budowlanych nastąpiło we wrześniu 2003 r. Obiekt powstał w miejscu starego, zdewastowanego boiska Górnika Siemianowice Śląskie. Pierwszy etap inwestycji zakończono w październiku 2004 r., oddano wówczas do użytku płytę boiska ze sztuczną nawierzchnią oraz zadaszone trybuny na 400 miejsc siedzących. Etap drugi, obejmujący m.in. powstanie zaplecza socjalnego, zakończył się w czerwcu 2005 r., a w 2006 r. oddano do użytku dalsze sektory zadaszonych trybun (na 990 miejsc siedzących) i maszty ze sztucznym oświetleniem o natężeniu 1470 luksów. Łączny koszt budowy wyniósł 10 mln zł. W 2010 r. stadion wyposażono w telebim.